# St. Willibald (Weihmichl)

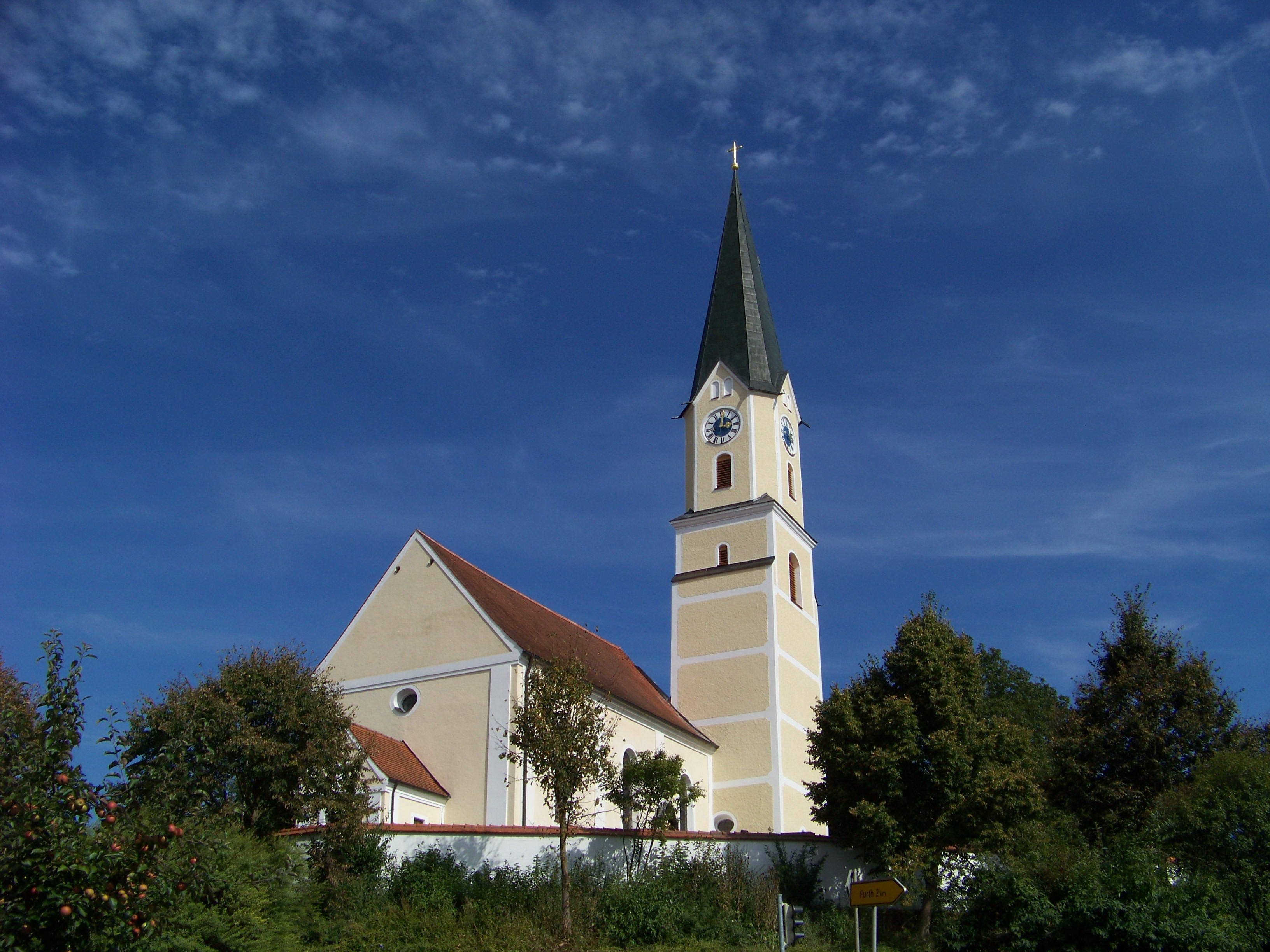
Außenansicht der Pfarrkirche St. Willibald

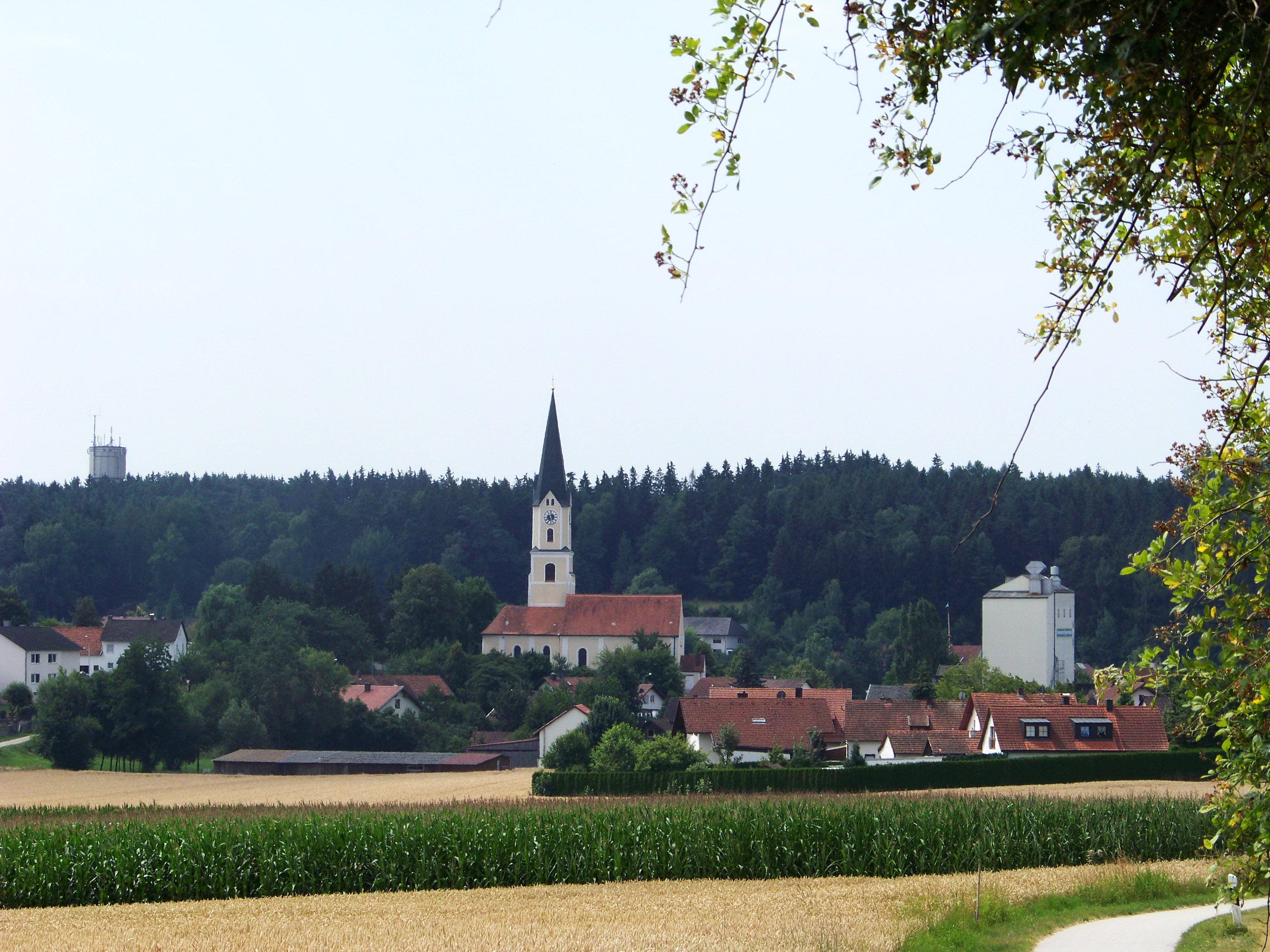
Ortsansicht von Weihmichl mit der Pfarrkirche St. Willibald

Die römisch-katholische Pfarrkirche St. Willibald in Weihmichl, einer Ortschaft im niederbayerischen Landkreis Landshut, ist ein stattlicher Barockbau unter Einbeziehung eines im Kern spätgotischen Turmes. Sie ist beim Bayerischen Landesamt für Denkmalpflege als Baudenkmal mit der Nummer D-2-74-187-1 eingetragen.

## Lage
Durch ihre Lage auf einer Anhöhe über dem Tal der Pfettrach ist die Pfarrkirche St. Willibald in alle Richtungen weithin sichtbar und prägt das Ortsbild von Weihmichl. Unmittelbar zu Füßen des Kirchbergs führt die Bundesstraße 299 vorbei. Rund um die Kirche erstreckt sich der örtliche Friedhof, der von einer mannshohen Mauer umgeben ist.

## Geschichte
Bereits bald nach der Christianisierung im 8. Jahrhundert dürfte in dem Ort eine Michaelskirche bestanden haben, wie heute noch unschwer am Ortsnamen erkennbar ist. Wann das Patrozinium des heiligen Michael auf den heiligen Willibald wechselte, ist unklar. Jedoch gilt als sicher, dass dies nach 1060 geschah, als das Hochstift Eichstätt durch umfangreichen Grundbesitz in Weihmichl großen Einfluss besaß. In diesem Jahr fiel die Hofhaltung zu „Wihenmichel“, die der Edle Rotperus vom früheren Bischof Gebhard von Eichstätt (ab 1055 Papst Viktor II.) zu leihen erhalten hatte, zurück an das dortige Domkapitel. Der Einfluss der Hochstifts Eichstätt endete, als Weihmichl im Jahr 1256 der Reichsabtei St. Emmeram in Regensburg zugehörig erklärt wurde.
Die ältesten Gebäudeteile der heutigen Kirche sind im Turm zu finden und stammen aus dem 15. Jahrhundert, also aus spätgotischer Zeit. Langhaus und Chor wurden um 1725/30 im Barockstil neu errichtet. Nach Ausweis der Stilmerkmale wird dieser Bau dem Maurermeister Hans Widtmann aus Pfeffenhausen zugeschrieben, der 1712/14 die Wallfahrtskirche Heiligenbrunn errichtet hatte. Erst 1786 wurde der Bau dem heiligen Willibald von Eichstätt (Gedenktag: 7. Juli) geweiht. Im 19. Jahrhundert wurde der Turm aufgestockt und mit seinem heutigen Spitzhelm versehen. Die Deckenfresken wurden 1910 von dem Kirchenmaler Josef Wittmann im neobarocken Stil angefertigt. Das alte Mauerwerk von Chor und Turm wurde zuletzt 1987 saniert. Im Jahr 2019 erfolgte eine Außen- und Innenrenovierung.

## Architektur

### Außenbau
Die Pfarrkirche St. Willibald ist ein Saalbau mit deutlich eingezogenem Chor, der gegenüber der üblichen Ausrichtung gen Osten um etwa 20 Grad südwärts verdreht ist. Das eigenwillige Raumgefüge besteht aus den folgenden Baukörpern: Das Langhaus umfasst drei Langjoche, der Chor ist zweijochig ausgeführt und schließt mit einer halbrunden Apsis. Langhaus und Chor besitzen jeweils ein eigenes Satteldach, wobei das des Chores deutlich niedriger ist. Der Außenbau wird von Lisenen und hohen, rundbogigen Fensteröffnungen gegliedert. In der Apsisrundung sind lediglich zwei deutlich kleinere, ovale Fensteröffnungen angeordnet.
Auf der Südseite des Chores ist der Turm über quadratischem Grundriss angebaut, es handelt sich also um einen Chorflankenturm. Der Unterbau, der auch die zweigeschossige Sakristei enthält, stammt noch aus der Spätgotik und enthält ein Netzrippengewölbe mit Birnstabrippen auf Kopfkonsolen und ein kleines Spitzbogenfenster aus dieser Zeit. Durch Lisenen wird eine Gliederung in fünf Geschosse nahegelegt, deren oberstes bereits den unteren Teil des Glockenstuhls enthält. Zwischen der beiden Glockengeschossen verjüngt sich der Turm merklich zum achteckigen Oberbau, der vermutlich während der Barockzeit aufgesetzt wurde. Oberhalb der Turmuhren geht der Aufsatz durch Vermittlung von vier Dreiecksgiebeln in den neugotischen Spitzhelm über, der oben mit Turmkugel und Kreuz abschließt. Auf der Westseite des Langhauses ist ein kleiner Vorbau angefügt, der das einzige Portal zum Kircheninneren enthält.

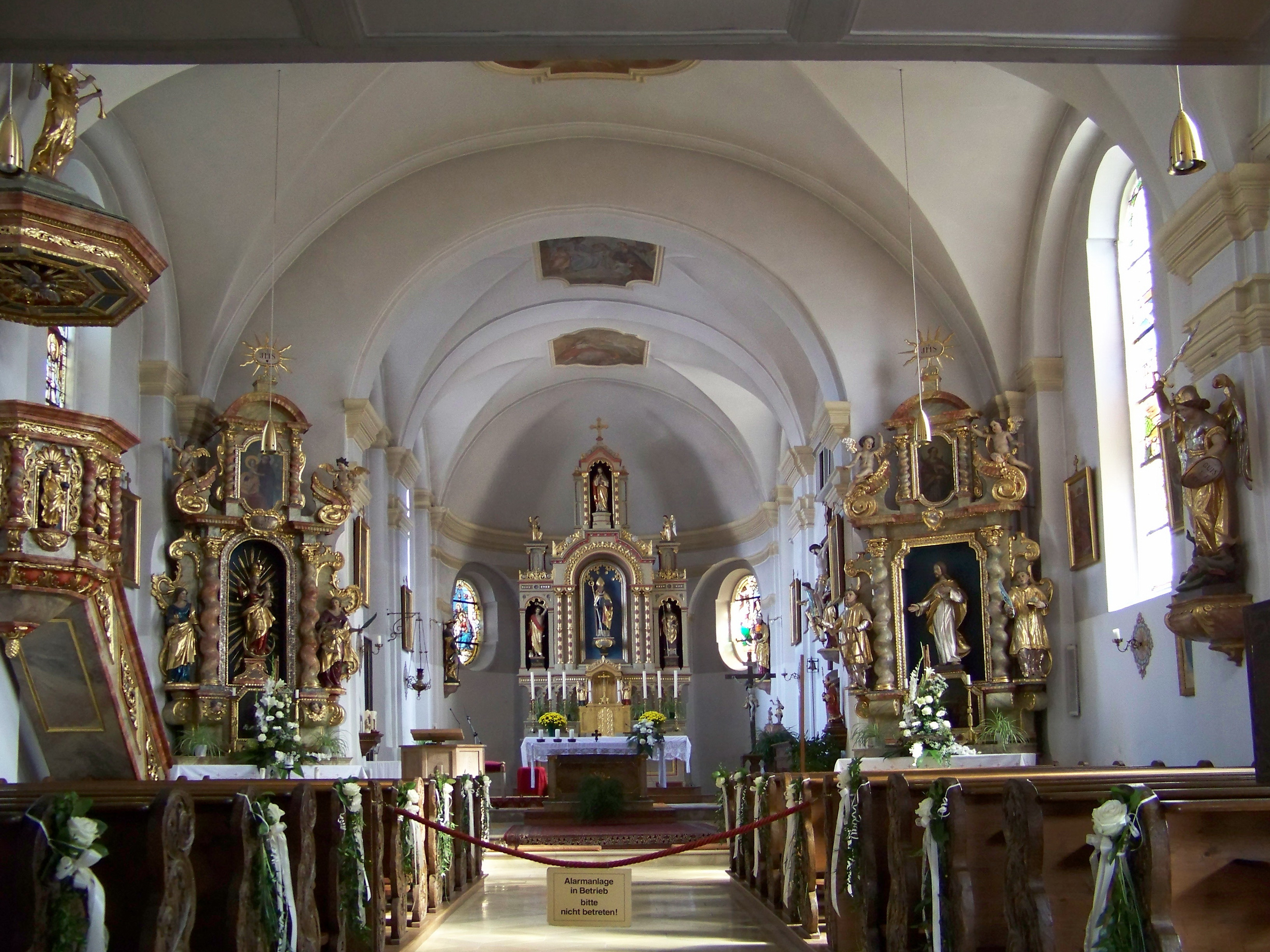
Innenansicht

### Innenraum
Langhaus und Chor werden von einem barocken Tonnengewölbe mit markanten Gurtbögen und rechtwinklig ausspringenden Stichkappen überspannt, das auf Pilastern mit profiliertem Gebälk ruht. Im Chorraum zieht sich das Gebälk durchgehend am Fußende der Apsiskalotte entlang. Die hohen Fenster mit minimal eingezogenem Rundbogen im Langhaus befinden sich genauso wie die ovalen Lichtöffnungen in der Apsis in großzügigen, rundbogigen Wandnischen mit Kämpfergesimsen. Die Sakristei öffnet sich im Obergeschoss zu einem Oratorium, welches ein Fenster in den Chorraum besitzt. Im rückwärtigen Langhausjoch ist die Orgelempore eingezogen. Deren Brüstung wird durch Pilaster mit korinthisierenden Kapitellen in Felder aufgeteilt, die möglicherweise einmal für Bemalung vorgesehen waren.

## Ausstattung

### Deckengemälde
Die Deckenfresken in der Kirche sind von einfachen Stuckrahmen umgeben und wurden 1910 von dem Kirchenmaler Josef Wittmann angefertigt. Auf den Deckengemälden sind von Ost nach West dargestellt: im Chorraum die Heilige Dreifaltigkeit und Jesus als Freund der Kinder; im Langhaus der heilige Willibald, einige Puttenköpfe rund um das Heiliggeistloch und der heilige Wunibald.

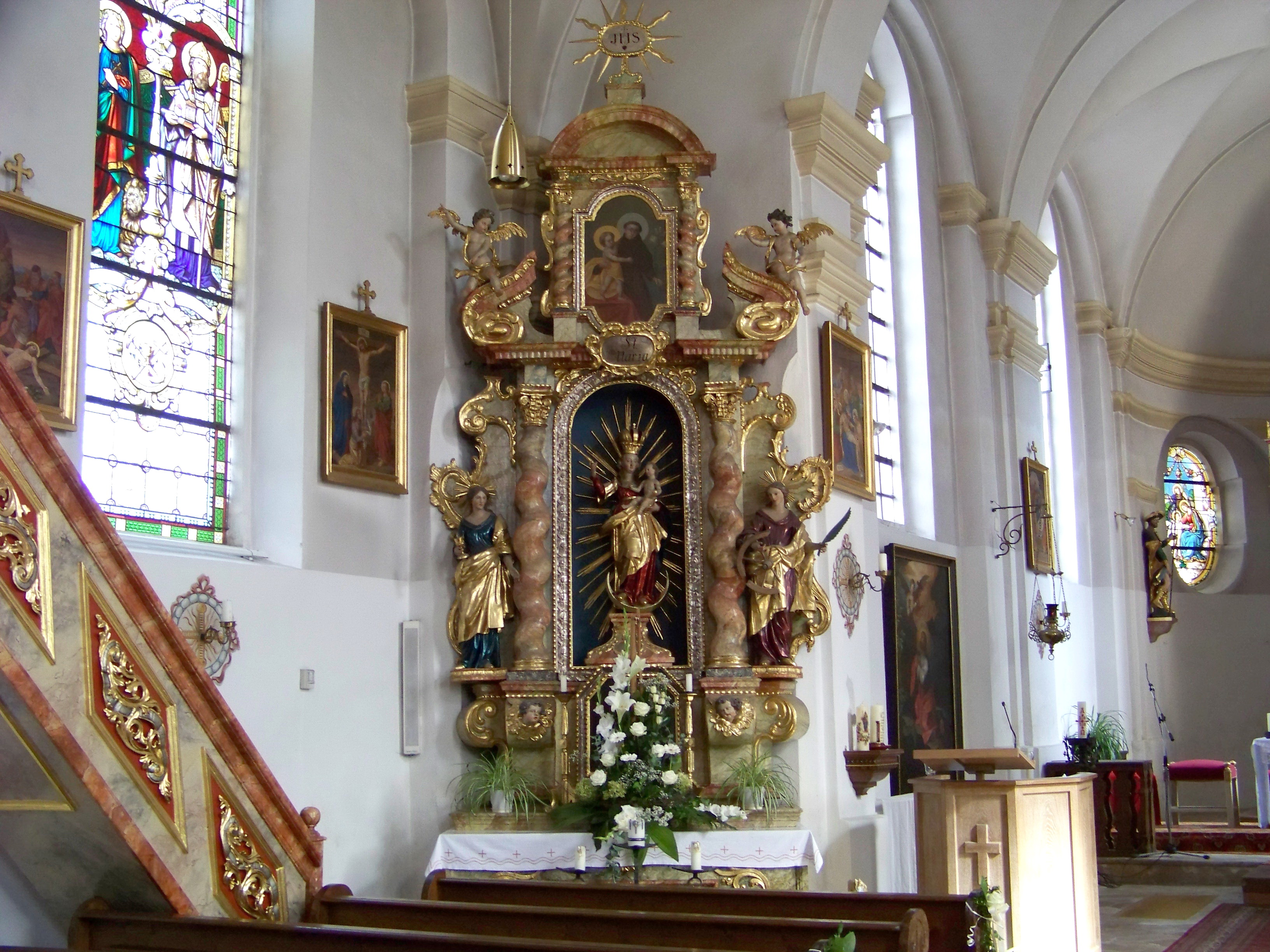
Linker Seitenaltar

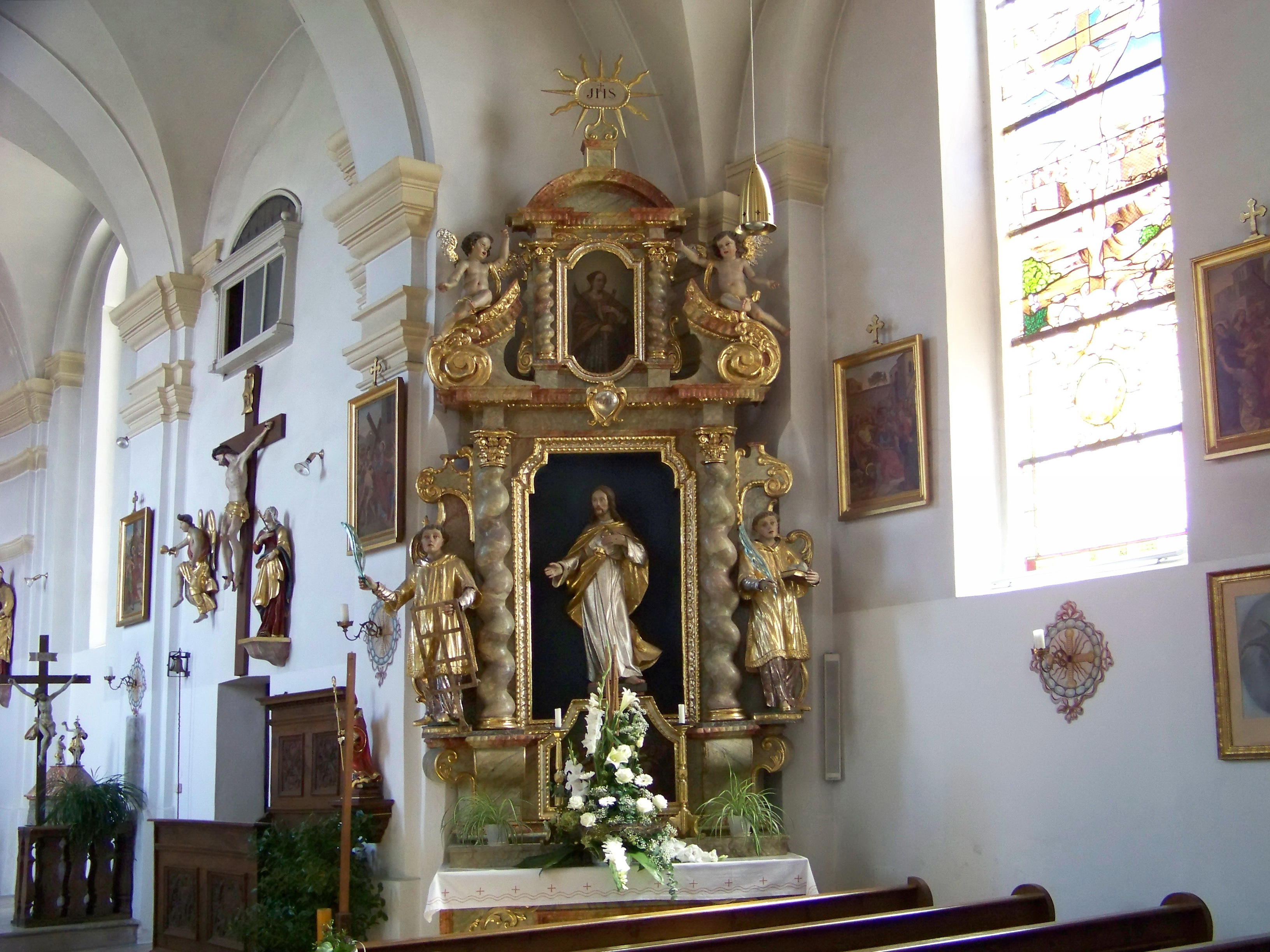
Rechter Seitenaltar

### Seitenaltäre
Die beiden Seitenaltäre stammen aus der Erbauungszeit der Kirche, dürften also um 1725 entstanden sein. Sie sind als Pendants angelegt und besitzen daher den gleichen Aufbau. Zwischen zwei gewundenen Säulen befindet sich eine Nische, in der eine Heiligenfigur angeordnet ist. Außerhalb der beiden Säulen sind zwei Assistenzfiguren angeordnet. Der Altarauszug, der jeweils ein kleines Gemälde enthält, wird wiederum von zwei gewundenen Säulchen flankiert. Er schließt nach oben hin segmentbogig ab und wird von einer Tafel mit dem strahlenumkränzten Christusmonogramm IHS, dem Symbol des Jesuitenordens, bekrönt. Auf dem Gebälk, zu beiden Seiten des Auszugs, ist je eine Volute angeordnet, darauf ein Putto.
Der nördliche (linke) Seitenaltar zeigt in der zentralen Nische eine Figur der Mondsichelmadonna mit Kind vor dem Hintergrund eines Strahlenkranzes. Bei den Assistenzfiguren handelt es sich um die heilige Barbara mit dem Kelch (links) und die heilige Katharina mit dem zerbrochenen Rad (rechts). Am südlichen (rechten) Seitenaltar ist in der Mitte eine Herz-Jesu-Figur angeordnet. Als Seitenfiguren fungieren der heilige Laurentius mit dem Rost (links) und der heilige Stephanus mit Feder und Buch mit Steinen (rechts). Bevor man die Zentralfiguren der Seitenaltäre aufstellte, nahmen zwei Gemälde, die 1912 von Josef Wittmann angefertigt wurden, deren Plätze ein. Dargestellt waren die Geburt Christi und die Vermählung Mariä.

### Hochaltar
Der Hochaltar wurde erst später in der Kirche aufgestellt und ist im neuromanischen Stil gehalten. In der Mittelnische, die von zwei Paaren von Rundsäulen flankiert wird, ist eine Figur des Kirchenpatrons Willibald zu sehen. In zwei seitlichen Nischen befinden sich Plastiken der Heiligen Sebastian (links) und Erhard (rechts). Der Schrein im Altarauszug enthält wiederum eine Herz-Jesu-Figur.

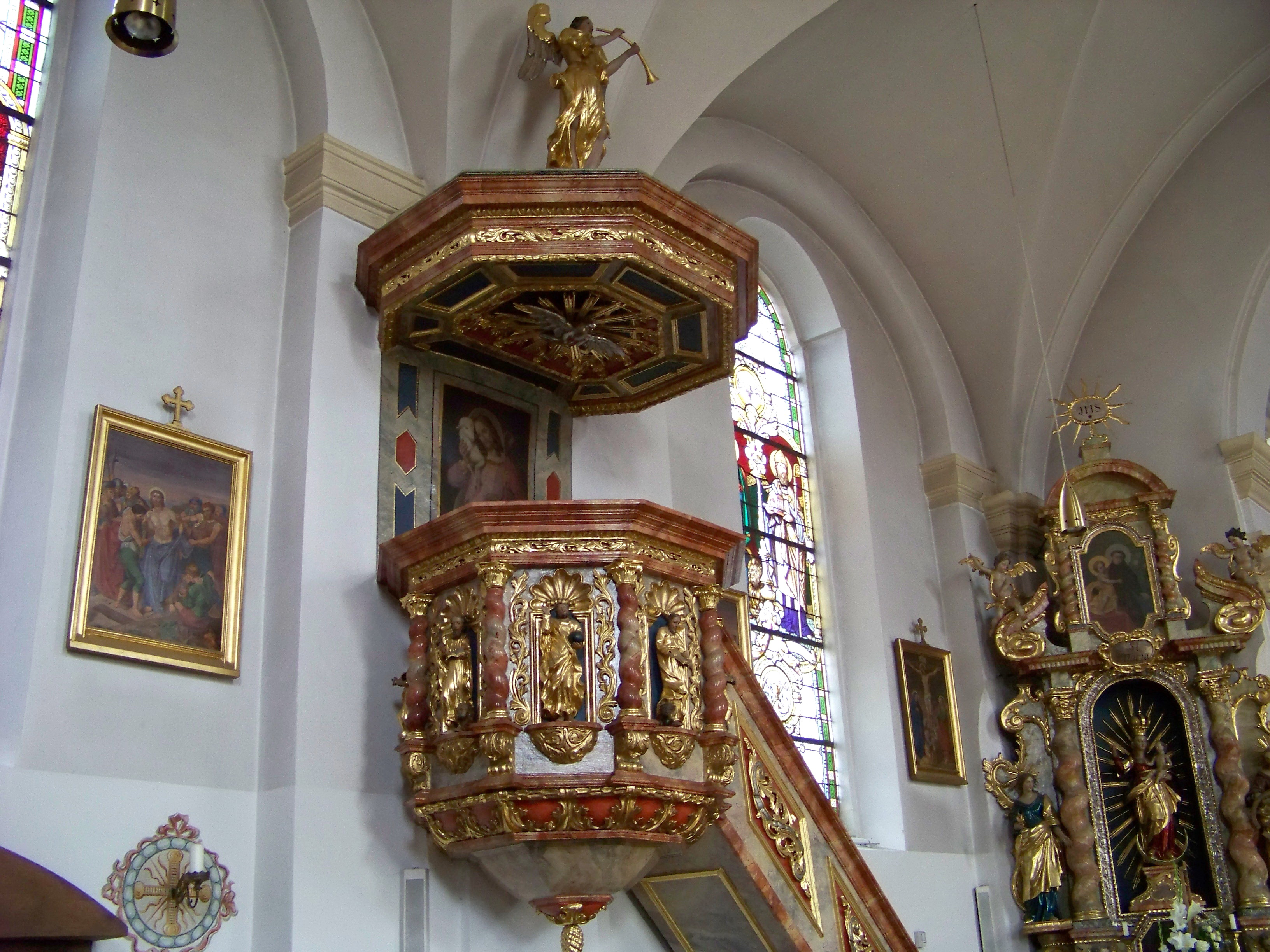
Barocke Kanzel

### Kanzel
An dem nördlichen Wandpfeiler zwischen dem ersten und zweiten Langhausjoch ist die barocke Kanzel angebracht, deren Korpus und Schalldeckel jeweils achteckig ausgeführt sind. Der Kanzelkorb ist an den Ecken mit gewundenen Säulchen besetzt; dazwischen befinden Felder mit Nischen, welche kleine Figuren der vier Evangelisten enthalten. Auf der Unterseite des Schalldeckels ist eine Heilig-Geist-Taube in einem Strahlenkranz dargestellt, obenauf ein großer Posaunenengel. An der Rückwand der Kanzel befindet sich ein Bildnis jüngeren Datums, das Jesus als Guten Hirten zeigt.

### Taufstein
Im Chor befindet sich ein gotischer Taufstein, das älteste Ausstattungsstück der Kirche. Er besteht aus einem quadratischen Fuß, einem runden Schaft und einem bauchigen, runden Becken mit einem Durchmesser von rund 60 Zentimetern. Die Gesamthöhe beträgt knapp einen Meter. Obenauf befindet sich ein Deckel mit einer barocken Figurengruppe der Taufe Jesu.

### Übrige Ausstattung
Zelebrationsaltar, Ambo und Taufstein wurden im Jahr 2019 von dem Künstlerehepaar Lutzenberger aus Bad Wörishofen geschaffen. Alle drei Ausstattungsstücke sind aus geädertem Alabaster gefertigt, der in der Nähe von Saragossa geschürft wurde. In den Altarstipes ist eine Reliquie eingearbeitet, deren Stelle mit einem goldenen Kreuz gekennzeichnet ist. Auf dem Ambo befindet sich ein vergoldetes Gitter zur Ablage von Lektionar und Evangeliar. Dieses trägt die Inschrift „Im Anfang war das Wort und das Wort war bei Gott und Gott war das Wort“ (Joh 1,1 ).
Die Stuhlwangen und die Beichtstühle sind im Barockstil ausgeführt und mit Akanthusschnitzereien verziert. Erwähnenswert ist außerdem eine Barockfigur des Erzengels Michael, die gegenüber der Kanzel angebracht ist.

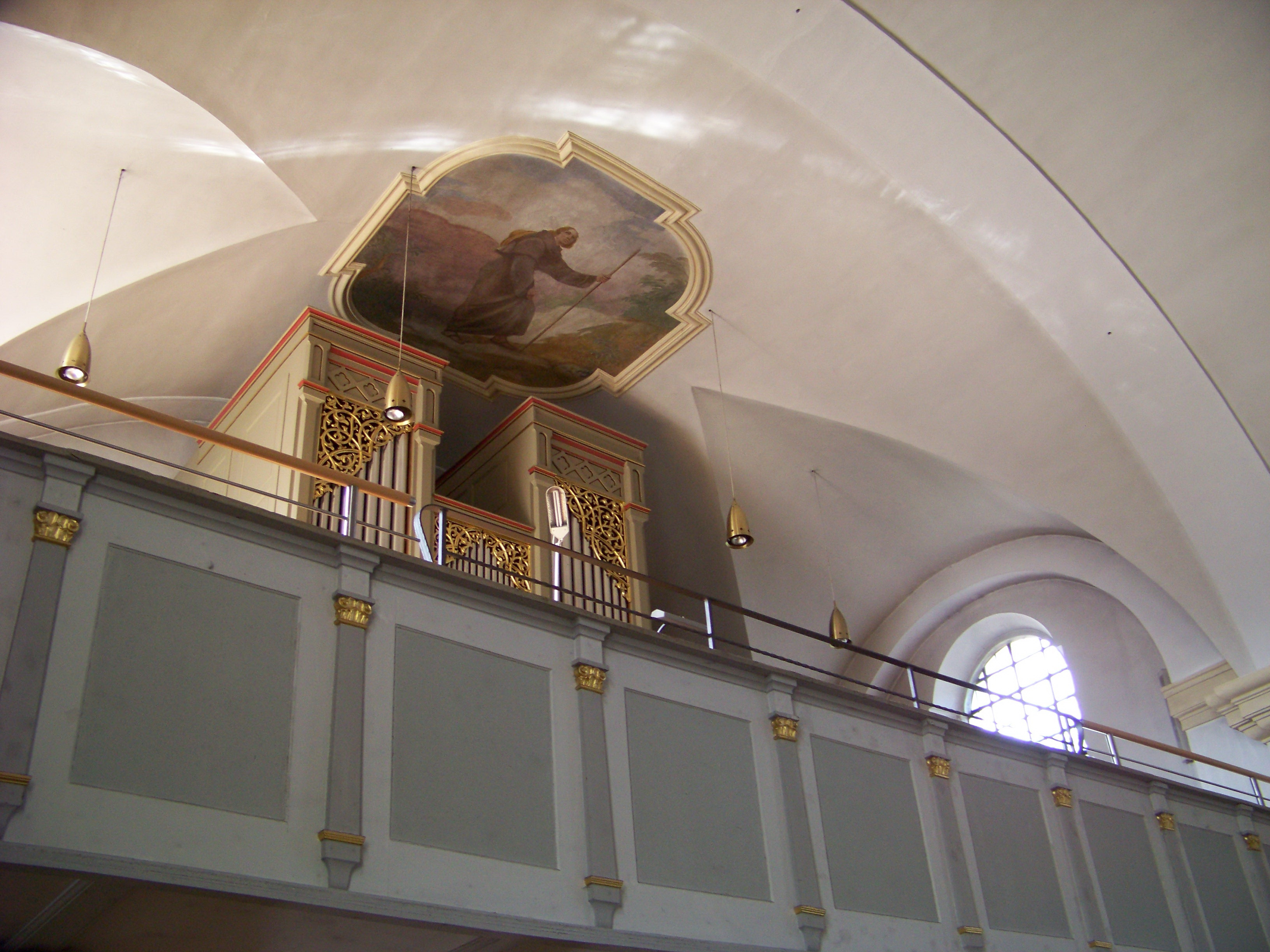
Orgel

### Orgel
Die Orgel der Pfarrkirche St. Willibald ist eine Denkmalorgel des Landshuter Orgelbauers Johann Rödl aus dem Jahr 1877 in einem spätklassizistischen Prospekt. Das rein mechanische Schleifladeninstrument besitzt sechs Register und einem Manual und Pedal. Das einzige Pedalregister Violonbaß 8′ wurde 1911 von Adam Ehrlich aus Landshut durch einen Subbaß 16′ ersetzt. Die heutige Disposition lautet somit:
| I Manual C–f3 |           |    |
| 1.            | Gamba     | 8′ |
| 2.            | Gedackt   | 8′ |
| 3.            | Gamba     | 8′ |
| 4.            | Flöte     | 4′ |
| 5.            | Mixtur II | 2′ |

| Pedal C–d1 |        |     |
| 6.         | Subbaß | 16′ |

- Koppeln: Pedal fest angekoppelt

### Glocken
Das stattliche Geläut der Pfarrkirche St. Willibald setzt sich aus den Klängen von vier Glocken zusammen, die allesamt im Jahr 1950 von Karl Czudnochowsky in Erding gegossen wurden. Allein der Klöppel der größten Glocke wiegt rund 55 Kilogramm.